# Sveriges fiskfauna
Sveriges fiskfauna är internationellt sett ganska fattig. De runt 255 fiskarter som observerats i svenska vatten under historisk tid utgör knappt 1 procent av arterna i världen. Dessutom är det bara drygt 140 av dem som förekommer regelbundet.[källa behövs]
Sötvattenfiskfaunan i Sverige omfattar 52 arter, där tolv förekommer även i marin miljö. Några arter, exempelvis hornsimpa och fjällrödingar, levde nära iskanten vid senaste istiden och blev kvar som ishavsrelikter när isen försvann. Andra arter, exempelvis mört och löja kom in senare i avsmältningsskeendet [källa behövs]. Vid tiden för Ancylussjön kom andra mer värmekrävande arter in [källa behövs]
Av Östersjöns fiskarter utgörs en fjärdedel av marina fiskar, till exempel torsk och strömming, medan två tredjedelar är sötvattensfiskar, till exempel abborre. Några av östersjöarterna är anadroma eller katadroma. Faunan vid västkusten är präglad av faunan i östra delen av
Atlanten. På västkusten finns en fast fauna av ca 160 arter där många är ovanliga.[källa behövs]
Det förekommer en omfattande om- och inplantering av fiskar i Sverige. Exempel på fiskar som omplanteras är olika laxfiskar, groplöja och gös. Regnbåge, bäckröding och karp är exempel på fiskarter som planterats in och numer förekommer vilt i Sverige.
Beskrivning av Sveriges fiskfauna har gjorts av bl.a. Petrus Artedi på 1700-talet och Wilhelm Liljeborg på 1800-talet.

## Klass: Benfiskar (Osteichthyes)

### Underklass: Taggfeniga fiskar (Actinopterygii)
Ordning: Abborrartade fiskar (Perciformes)
- Abborrfiskar (Percidae)
  - Abborre (Perca fluviatilis)
  - Gärs (Gymnocephalus cernuus)
  - Gös (Sander lucioperca)
- Läppfiskar (Labridae)
  - Stensnultra (Ctenolabrus rupestris)
  - Skärsnultra (Symphodus melops)
  - Grässnultra (Centrolabrus exoletus)
  - Brungylta (Labrus merula)
  - Blågylta (Labrus mixtus)
  - Berggylta (Labrus berggylta)
- Havskattfiskar (Anarhichadidae)
  - Havskatt (Anarhichas lupus)
- Makrillfiskar (Scombridae)
  - Makrill (Scomber scombrus)
  - Blåfenad tonfisk (Thunnus thynnus)
- Tånglakefiskar (Zoarcidae)
  - Tånglake (Zoarces viviparus)

Ordning: Marulkartade fiskar (Lophiiformes)
- Marulkfiskar (Lophiidae)
  - Marulk (Lophius piscatorius)

Ordning: Malartade fiskar (Siluriformes)
- Egentliga malar (Siluridae)
  - Mal (Siluris glanis)

Ordning: Torskartade fiskar (Gadiformes)
- Torskfiskar (Gadidae)
  - Torsk (Gadus morhua)
  - Lyrtorsk (Bleka) (Pollachius pollachius)
  - Gråsej (Pollachius virens)
  - Kolja (Melanogrammus aeglefinus)
  - Kolmule (Micromesistius poutassou)
- Lakefiskar (Lotidae)
  - Lake (Lota lota)
  - Långa (Molva molva)

Ordning: Gäddartade fiskar (Esociformes)
- Gäddor (Esocidae)
  - Gädda (Esox lucius)

Ordning: Ålartade fiskar (Anguilliformes)
- Ålfiskar (Anguillidae)
  - Ål (Anguilla anguilla)

Ordning: Karpartade fiskar (Cypriniformes)
- Grönlingsfiskar (Balitoridae)
  - Grönling (Barbatula barbatula)
- Karpfiskar (Cyprinidae)
  - Braxen (Abramis brama)
  - Björkna (Blicca bjoerkna)
  - Faren (Abramis ballerus)
  - Ruda (Carassius carassius)
  - Mört (Rutilus rutilus)
  - Asp (Leuciscus aspius)
  - Groplöja (Leucaspius delineatus)
  - Id (Leuciscus idus)
  - Löja (Alburnus alburnus)
  - Elritsa (Phoxinus phoxinus)
  - Sutare (Tinca tinca)
- Nissögefiskar (Cobitidae)
  - Nissöga (Cobitis taenia)

Ordning: Sillartade fiskar (Clupeiformes)
- Sillfiskar (Clupeidae)
  - Skarpsill (Sprattus sprattus)
  - Sill/strömming (Clupea harengus)
  - Majfisk (Alosa alosa)
  - Staksill (Alosa fallax)
  - Sardin (Sardina pilchardus)

Ordning: Laxartade fiskar (Salmoniformes)
- Laxfiskar (Salmonidae)
  - Öring (Salmo trutta)
  - Harr (Thymallus thymallus)
  - Atlantlax (Salmo salar)
  - Regnbågsöring (Oncorhynchus mykiss)
  - Fjällröding (Salvelinus alpinus)
  - Sik (Coregonus lavaretus)
  - Storsik (Coregonus maxillaris)
  - Sandsik (Coregonus widegreni)
  - Siklöja (Coregonus albula)
  - Vårsiklöja (Coregonus trybomi)

Ordning: Plattfiskar (Pleuronectiformes)
- Pleuronectidae
  - Hälleflundra (Hippoglossus hippoglossus)
  - Rödspätta (Pleuronectes platessa)
  - Rödtunga (Glyptocephalus cynoglossus)
  - Sandskädda (Limanda limanda)
  - Skrubbskädda ( Platichthys flesus)
  - Lerskädda (Hippoglossoides platessoides)
  - Bergtunga (Microstomus kitt)
- Varar (Scophthalmidae)
  - Piggvar (Psetta maxima)
  - Slätvar (Scophthalmus rhombus)
  - Glasvar (Lepidorhombus whiffiagonis)
  - Tungevar (Arnoglossus laterna')

Ordning: Kindpansrade fiskar (Scorpaeniformes)
- Fjärsingfiskar (Trachinidae)
  - Fjärsing (Trachinus draco)
- Simpor (Cottidae)
  - Hornsimpa (Triglopsis quadricornis)
- Sjuryggar (Cyclopteridae)
  - Sjurygg (Cyclopterus lumpus)

Ordning: Syngnathiformes
- Kantnålsfiskar (Syngnathidae)
  - Krumnosig havsnål (Nerophis lumbriciformis)
  - Större kantnål (Syngnathus acus)
  - Mindre kantnål (Sygnathus rostellatus)
  - Större havsnål (Entelurus aequoreus)
  - Mindre havsnål (Nerophis ophidion)
  - Tångsnälla (Syngnathus typhle)

Ordning: Guldlaxartade fiskar (Argentiniformes)
- Silverfiskar (Argentinidae)
  - Guldlax (Argentina silus)

Ordning: Osmeriformes
- Norsfiskar (Osmeridae) 
  - Nors (Osmerus eperlanus)

## Klass: Broskfiskar (Chondrichthyes)

### Överordning: Hajar (Selachimorpha)
Ordning: Pigghajartade hajar (Squaliformes)
- Pigghajar (Squalidae)
  - Pigghaj (Squalus acanthias)
- Dalatiidae
  - Håkäring (Somniosus microcephalus)

Ordning: Håbrandsartade hajar (Lamniformes)
- Cetorhinidae
  - Brugd (Cetorhinus maximus)
- Lamnidae
  - Håbrand (Lamna nasus)

Ordning: Gråhajartade hajar (Carcharhiniformes)
- Hundhajar (Triakidae)
  - Gråhaj (Galeorhinus galeus)

### Överordning: Rockor (Batoidea)
Ordning: Rockor (Rajiformes)
- Egentliga rockor (Rajidae)
  - Knaggrocka (Raja clavata)

## Överklass: Käklösa fiskar (Agnatha)

### Klass: Rundmunnar (Cyclostomata)
Ordning: Petromyzontiformes
- Nejonögon (Petromyzontidae)
  - Havsnejonöga (Petromyzon marinus)
  - Flodnejonöga (Lampetra fluviatilis)
  - Bäcknejonöga

### Klass: Pirålar (Myxini)
Ordning: Pirålar (Myxiniformes)
- Pirålar (Myxinidae)
  - Pirål (Myxine glutinosa)

### Webbkällor
Fiskeriverkets webbplats. Arter (Februari 2008)
Sutare (Tinca tinca) - Fiskbasen